# La Grange (attore)
La Grange, pseudonimo di Charles Varlet (Montpellier Amiens, 1635 o 1639 – Parigi, 1º marzo 1692), è stato un attore teatrale francese.

## Biografia

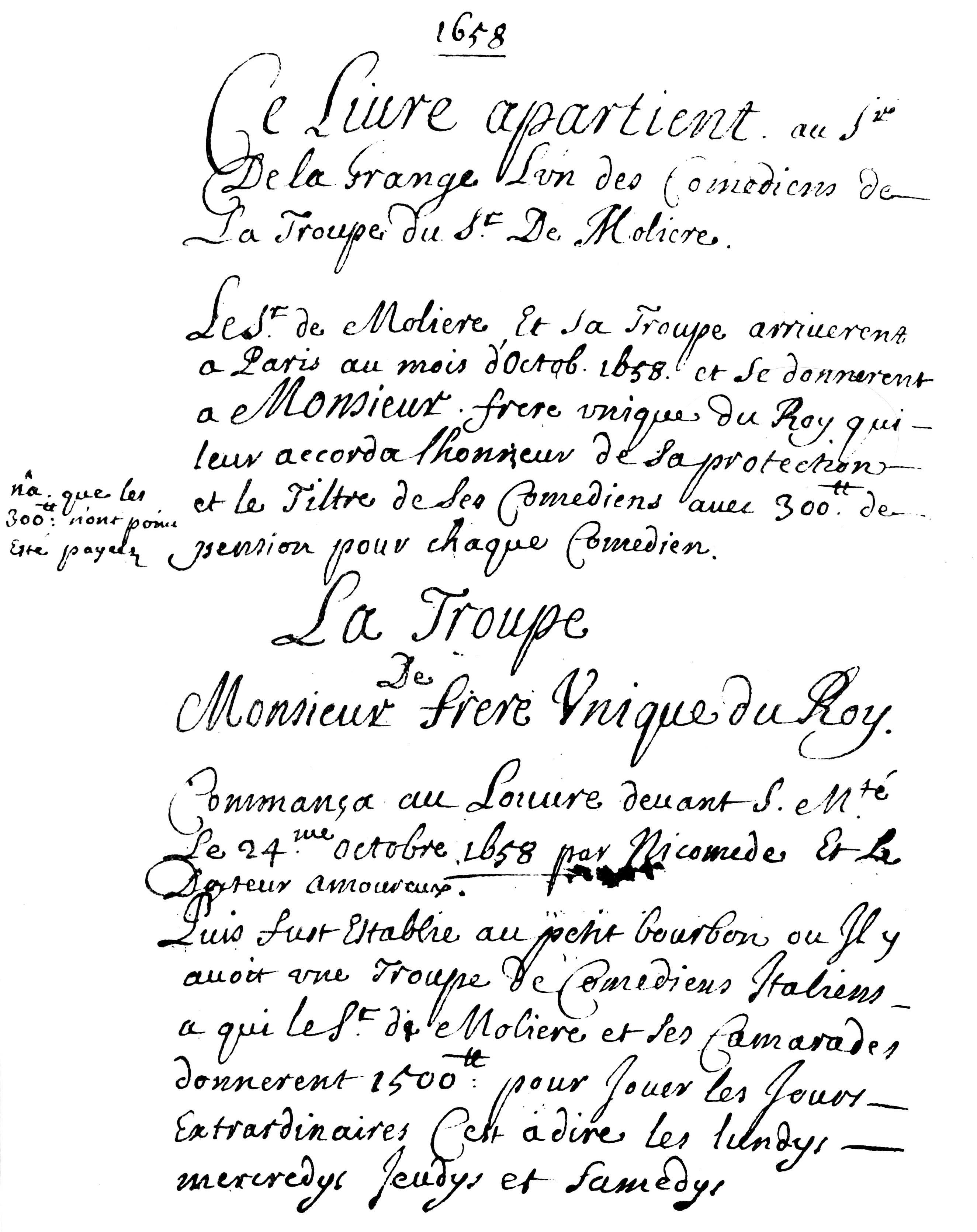
Prima pagina del Registre di La Grange, 1658

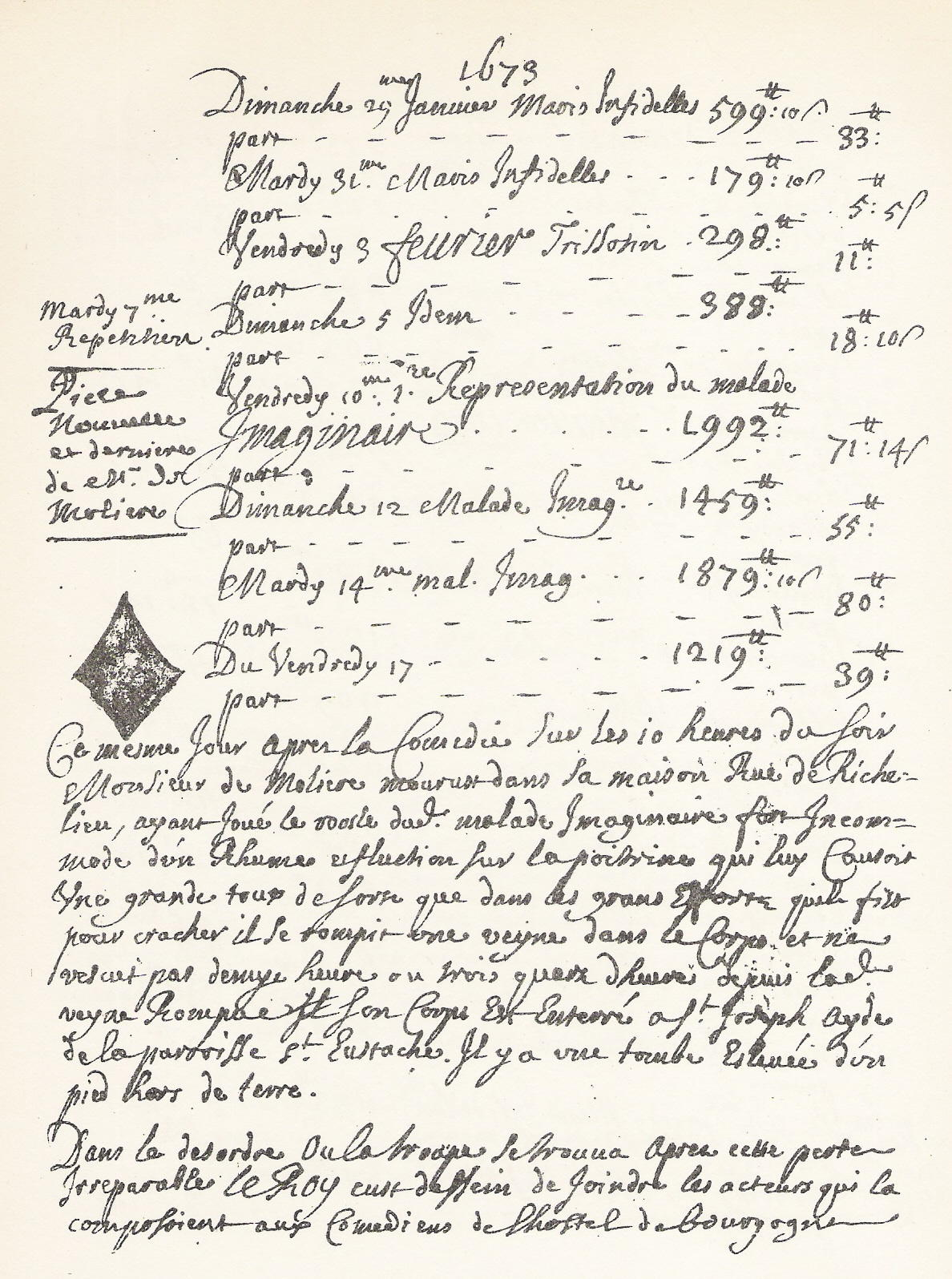
Pagina del Registre di La Grange, 17 febbraio 1673

Figlio maggiore di Hector Varlet, maggiordomo del maresciallo Schomberg, e di Marie de La Grange, Charles Varlet fu battezzato nella chiesa Notre-Dame-des-Tables di Montpellier, all'età di circa nove mesi, il 9 marzo 1636.
Suo fratello Achille diventò anche lui un attore, con il nome di Verneuil; invece sua sorella Marie-Justine seguì la vocazione religiosa.
Il 24 aprile 1640, il maresciallo Schomberg e sua moglie Anne Halluin donarono al giovane Charles una biblioteca di seimila libri a testimonianza del loro grande affetto.
Charles Varlet esordì come attore in una compagnia provinciale utilizzando il nome d'arte di sua madre,  La Grange, prima di trasferirsi a Parigi, nel 1659, nella Troupe du Roi di Molière.
Fu decano della Troupe dal 1680 al 1692.
Attore, annunciatore, segretario, tesoriere, chef on seconde, uomo di fiducia della compagnia di Molière, con il quale ebbe ottimi rapporti e fu da lui molto stimato,   nel 1667  portò a Luigi XIV di Francia la petizione scritta da Molière, concernente il divieto che aveva colpito la messinscena della commedia Il Tartuffo.
Nel suo periodo artistico giovanile La Grange recitò in numerosi ruoli importanti, come il primo Don Giovanni di Molière, il primo Orazio de La scuola delle mogli, Alessandro Magno di Racine, Tito di Corneille.
Nel 1672 sposò Marie Ragueneau, dalla quale ebbe due gemelli morti subito dopo il battesimo, e nel 1675 una figlia.
Dopo la morte di Molière, La Grange guidò la Troupe du Roi, restando vicino ad Armande Béjart, la vedova,. Si dedicò inoltre a ruoli comici quali Il Tartuffo, Alceste, Argante.
La Grange ha lasciato molti documenti preziosi, tra cui il famoso Registre, un libro di conti personale, nel quale dal 1659 al 1685, annotò ricavi e spese della compagnia e osservò i fatti quotidiani, le avventure dei singoli commedianti, gli eventi felici e infelici. Questa importante testimonianza dell'attività della compagnia di Molière e della vita teatrale fino alla fondazione e gli inizi della Comédie-Française, a lungo ignorata, fu pubblicata per la prima volta nel 1876.
Nel 1682 curò insieme a Jean Vivot la prima edizione del teatro di Molière, intitolata Œuvres de Monsieur de Molière.

## Ruoli principali
- Lélie, figlio di Pandolfe, in L'Étourdi ou les Contretemps nel 1659 ;
- La Grange, amante respinto, in Le preziose ridicole il 18 novembre 1659 ;
- Lélie, amante di Célie, in Sganarello o il cornuto immaginario il 28 maggio 1660 ;
- Valère in La scuola dei mariti il 24 giugno 1661 ;
- Lisandre davanti alla Corte il 7 agosto e Éraste davanti al pubblico il 25 agosto in Les Fâcheux ;
- Horace, amante di Agnès, in La scuola delle mogli il 26 dicembre 1662 ;
- Il marchese in La Critique de l'école des femmes il 1º giugno 1663 ;
- Il marchese ridicolo in L'improvvisazione di Versailles il 14 ottobre 1663 ;
- Alcidas, fratello di Dorimène, in Le Mariage forcé il 29 gennaio 1664 ;
- Euryale, principe d'Itaca, in La principessa d'Elide l'8 maggio 1664 ;
- Valère, amante di Mariane, in Il Tartuffo il 12 maggio 1664 ;
- Don Juan in Don Giovanni o Il convitato di pietra il 15 febbraio 1665 ;
- Philinte in Il misantropo il 4 giugno 1666 ;
- Léandre, amante di Lucinde, in Il medico per forza il 6 agosto 1666 ;
- Acanthe in Melicerte il 2 dicembre 1666 ;
- Corydon in la Pastorale comique il 5 gennaio 1667 ;
- Adraste in Le Sicilien ou l'Amour peintre il 14 febbraio 1667 ;
- Amphitryon in Amphitryon il 13 gennaio 1668 ;
- Clitandre, innamorato di Angélique, in George Dandin o il marito confuso il 18 luglio 1668 ;
- Cléante, figlio d'Harpagon, in L'avaro il 9 settembre 1668 ;
- Éraste, amante di Julie, in Monsieur de Pourceaugnac il 6 ottobre 1669 ;
- Iphicrate, amante magnifico, in Les Amants magnifiques il 4 febbraio 1670 ;
- Cléonte in Il borghese gentiluomo il 14 ottobre 1670 ;
- Agénor in Psiche (Molière) il 17 gennaio 1671 ;
- Léandre in Le furberie di Scapino il 24 maggio 1671 ;
- Il visconte in La Comtesse d'Escarbagnas il 2 dicembre 1671 ;
- Clitandre in Le intellettuali il 11 marzo 1672, ruolo scritto appositamente per lui da Molière ;
- Cléante in Il malato immaginario il 10 febbraio 1673 .